# Ephoria chosenibia
Ephoria chosenibia är en fjärilsart som beskrevs av Felix Bryk 1948. Ephoria chosenibia ingår i släktet Ephoria och familjen mätare. Inga underarter finns listade i Catalogue of Life.